# 莫納斯提爾戰役
莫納斯提爾戰役是第一次巴爾幹戰爭期間，於1912年11月16日到11月19日的一場戰役。

## 戰爭過程
鄂圖曼帝國軍於庫曼諾沃戰役戰敗後撤退到莫納斯提爾（現稱為比托拉）重整旗鼓。 塞爾維亞第1集團軍在抵達莫納斯提爾時旋即遭遇鄂軍的重型火砲攻擊，被迫撤退並等候己方援軍帶來重型火砲支援。11月18日，在塞軍的增援抵達後旋即發動反擊，摧毀了鄂軍的重型火砲，右翼的塞軍擊潰了駐守的第5軍，並於翌日成功攻進莫納斯提爾城。隨著莫納斯提爾的淪陷，塞軍成功控制了整個馬其頓的西南部，包括重鎮奧赫里德。 

## 後續
隨著莫納斯提爾戰役完結，鄂圖曼帝國對馬其頓地區長達五個世紀的統治亦正式結束。塞爾維亞第一軍隨後在第一次巴爾幹戰爭中繼續推進，本欲沿著發達河到塞薩洛尼基前進，但元帥普特尼克拒絕了。而由於塞軍佔領了亞得里亞海地區，引起奧匈帝國的猜疑，為日後的戰爭埋下伏線。此外，由於保加利亞和希臘軍隊已經抵達塞薩洛尼基，塞軍的增援加速了鄂圖曼帝國的潰敗。